# Giennadij Borkow
Giennadij Andriejewicz Borkow (ros. Геннадий Андреевич Борков, ur. 30 marca 1905 w miejscowości Panfiłowo k. Rybińska, zm. 25 lutego 1983 w Moskwie) – radziecki polityk, I sekretarz KC Komunistycznej Partii Kazachstanu w latach 1945-1946.
1919-1923 pracownik komitetu wykonawczego rady w rodzinnej miejscowości, 1922–1923 sekretarz miejscowej jaczejki, 1923-1927 w powiatowym komitecie Komsomołu, od 1924 członek RKP(b), 1927 sekretarz rejonowego komitetu Komsomołu w fabryce w Jarosławiu, 1927-1929 kierownik wydziału propagandy i agitacji powiatowego komitetu WKP(b) w Daniłowie, 1929-1930 odpowiedzialny sekretarz rejonowego komitetu WKP(b) w Lubimiu, 1930-1934 studiował w Akademii Gospodarki Wiejskiej w Moskwie, 1934-1935 aspirant katedry chemii organicznej na tej akademii. 1935-1937 pracownik Wydziału Szkół KC WKP(b), 1937-1938 I sekretarz Komitetu Obwodowego WKP(b) w Woroneżu, od marca 1938 do grudnia 1939 I sekretarz Komitetu Obwodowego WKP(b) w Nowosybirsku. Od 21 marca 1939 do 14 lutego 1956 członek KC WKP(b)/KPZR. Od stycznia 1940 do czerwca 1945 I sekretarz Krajowego Komitetu WKP(b) w Kraju Chabarowskim. Od listopada 1945 do 22 czerwca 1946 I sekretarz KC Komunistycznej Partii Kazachstanu. Od sierpnia 1946 do lipca 1948 zastępca kierownika Wydziału ds. Weryfikacji Partyjnych Organów KC WKP(b). Od lipca do grudnia 1948 inspektor KC WKP(b), od grudnia 1948 do kwietnia 1955 I sekretarz Komitetu Obwodowego WKP(b)/KPZR w Saratowie. Deputowany do Rady Najwyższej ZSRR od 1 do 4 kadencji. Odznaczony Orderem Lenina.